# Loural (Ribeira Seca)

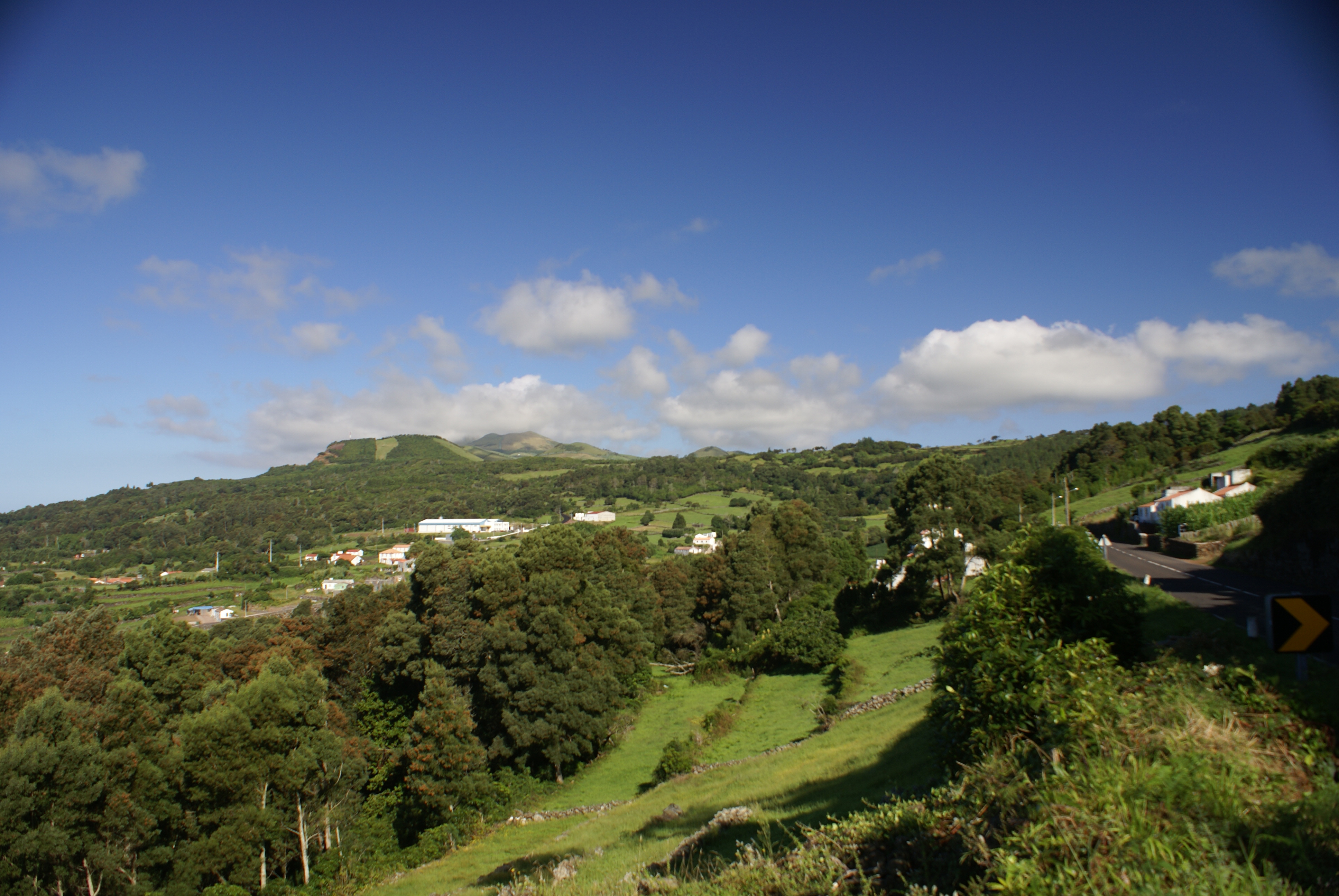
Lourais, Ribeira Seca.

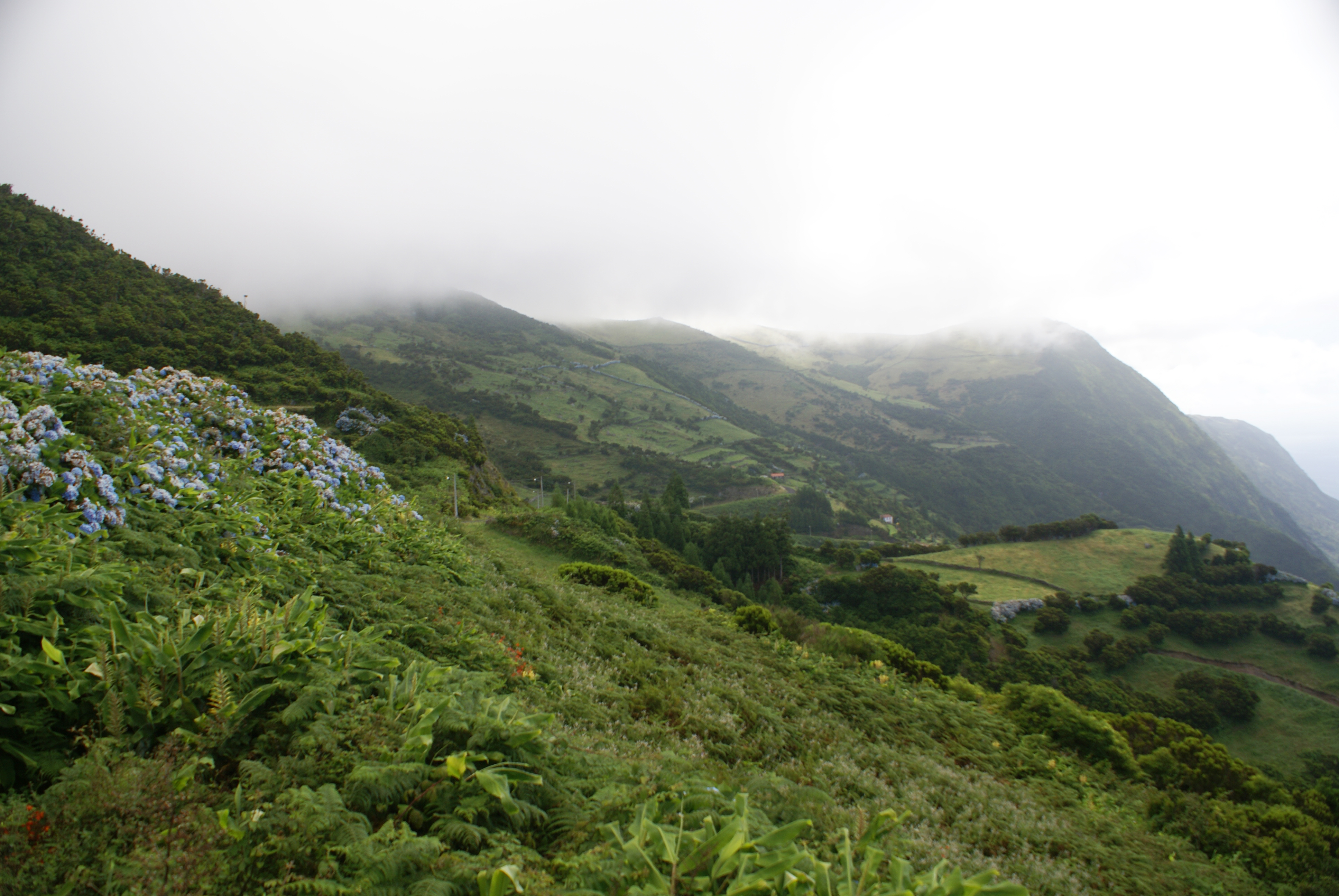
Paisagem montanhosa dos Lourais.

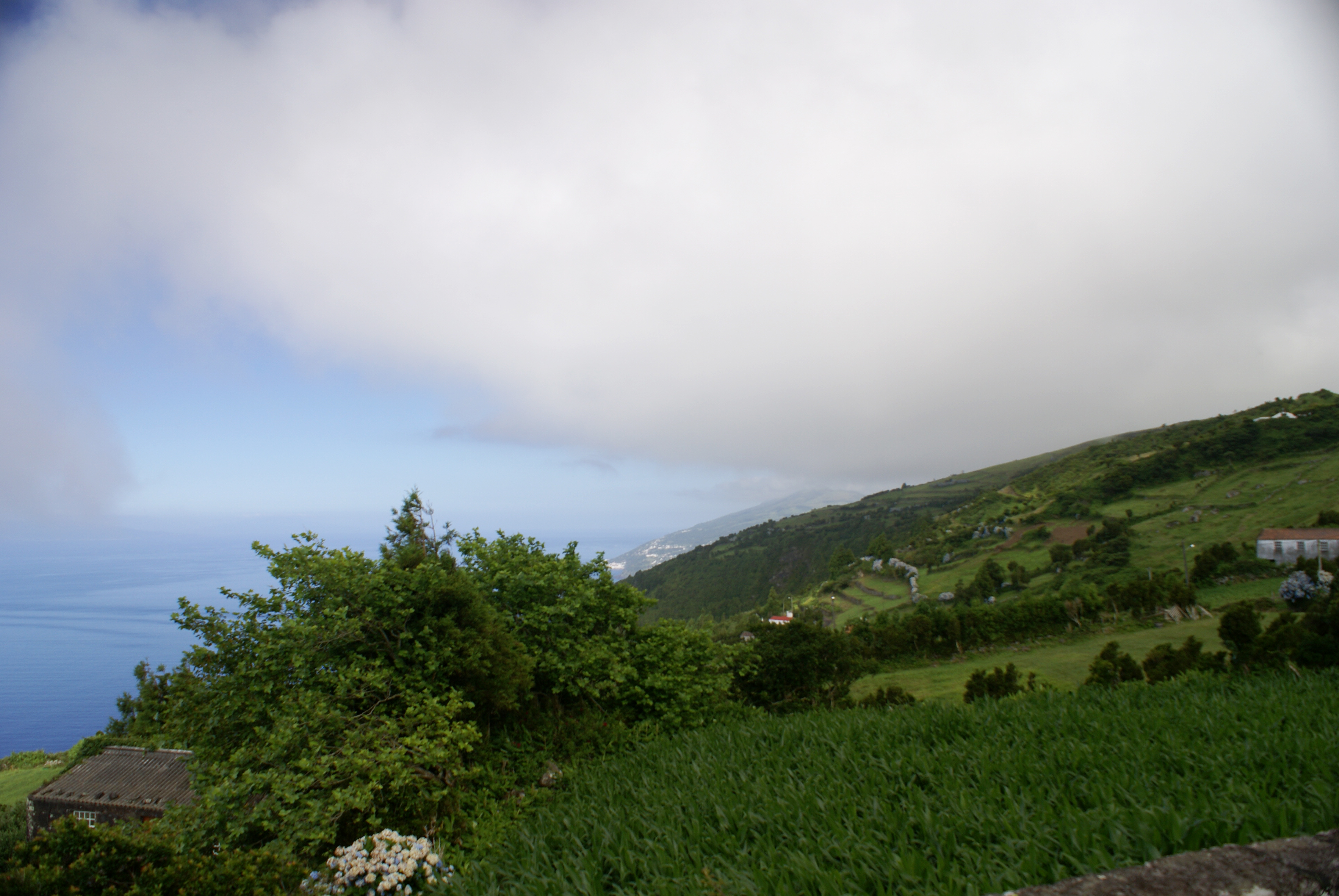
Paisagem dos Lourais, Ribeira Seca.

O Loural (Ribeira Seca) é um povoado português, pertencente à freguesia da Ribeira Seca, concelho da Calheta, ilha de São Jorge, arquipélago dos Açores. 
Este povoado único do seu género na ilha de São Jorge caracteriza-se pelo seu isolamento, encontra-se nas faldas montanhosas do Complexo Vulcânico do Topo e a elevada altitude. 
A solidão aqui pode sentir-se na alma sob um horizonte que se estende desde o cimo das montanhas até ao mar distante.
A localidade possui uma ermida, a Ermida de Nossa Senhora do Livramento que foi mandada construir pelo padre João Silveira de Carvalho corria o ano de 1855.